# Alexander Büttner
Alexander Büttner (Doetinchem, 11 febbraio 1989) è un calciatore olandese, difensore del Vitesse.

## Caratteristiche tecniche
Büttner è un giocatore tatticamente molto duttile, pur giocando prevalentemente come terzino sinistro, può essere impiegato su tutta la fascia. Essendo un mancino puro, può essere utilizzato nella fascia opposta solamente in posizione avanzata, per sfruttare il suo micidiale tiro dalla distanza. Proprio il tiro potente e preciso è una delle caratteristiche principali del giocatore, come testimoniano i suoi trascorsi al Vitesse dove era l'incaricato per i calci piazzati (specialmente punizioni dal limite). Molto veloce e ottimo nel dribbling, è un moderno terzino fluidificante che sa cavarsela bene anche in fase difensiva. Nonostante la non eccelsa altezza (174 cm) è fisicamente molto sviluppato, caratteristica che lo rende molto duro da superare nei duelli corpo a corpo.

## Carriera

### Club
Cresciuto calcisticamente nel Vitesse, con cui dal 2007 gioca 107 partite segnando 10 gol in campionato, il 21 agosto 2012 viene venduto per 5 milioni di euro al Manchester United, con il quale firma un contratto fino al 2017.. Il 15 settembre 2012 segna la sua prima rete all'esordio con la nuova maglia nella partita vinta 4-0 contro il Wigan. Il 23 ottobre 2012 esordisce per la prima volta in Champions League con la maglia dei Red Devils, nella vittoria per 3-2 sullo Sporting Braga.
Il 24 giugno 2014 viene acquistato dai russi della Dinamo Mosca. Nel 2016 va in prestito al Royal Sporting Club Anderlecht.

### Nazionale
Ha giocato nelle nazionali giovanili olandesi Under-19, Under-20 ed Under-21.

## Statistiche

### Presenze e reti nei club
Statistiche aggiornate al 14 settembre 2020.
| Stagione              | Squadra               | Campionato            | Campionato | Campionato | Coppe nazionali | Coppe nazionali | Coppe nazionali | Coppe continentali | Coppe continentali | Coppe continentali | Altre coppe | Altre coppe | Altre coppe | Totale | Totale |
| Stagione              | Squadra               | Comp                  | Pres       | Reti       | Comp            | Pres            | Reti            | Comp               | Pres               | Reti               | Comp        | Pres        | Reti        | Pres   | Reti   |
| --------------------- | --------------------- | --------------------- | ---------- | ---------- | --------------- | --------------- | --------------- | ------------------ | ------------------ | ------------------ | ----------- | ----------- | ----------- | ------ | ------ |
| 2007-2008             | Vitesse               | ED                    | 1          | 0          | CO              | 0               | 0               | -                  | -                  | -                  | -           | -           | -           | 1      | 0      |
| 2008-2009             | Vitesse               | ED                    | 23         | 3          | CO              | 2               | 0               | -                  | -                  | -                  | -           | -           | -           | 25     | 3      |
| 2009-2010             | Vitesse               | ED                    | 27         | 2          | CO              | 2               | 0               | -                  | -                  | -                  | -           | -           | -           | 29     | 2      |
| 2010-2011             | Vitesse               | ED                    | 24         | 0          | CO              | 1               | 0               | -                  | -                  | -                  | -           | -           | -           | 25     | 0      |
| 2011-2012             | Vitesse               | ED                    | 32+3       | 5+0        | CO              | 4               | 0               | -                  | -                  | -                  | -           | -           | -           | 39     | 5      |
| 2012-2013             | Manchester Utd        | PL                    | 5          | 2          | FACup+CdL       | 3+2             | 0               | UCL                | 3                  | 0                  | -           | -           | -           | 13     | 2      |
| 2013-2014             | Manchester Utd        | PL                    | 8          | 0          | FACup+CdL       | 1+3             | 0               | UCL                | 3                  | 0                  | CS          | 0           | 0           | 15     | 0      |
| Totale Manchester Utd | Totale Manchester Utd | Totale Manchester Utd | 13         | 2          |                 | 9               | 0               |                    | 6                  | 0                  |             | 0           | 0           | 28     | 2      |
| 2014-2015             | Dinamo Mosca          | PL                    | 19         | 0          | KR              | 0               | 0               | UEL                | 10+2               | 1                  | -           | -           | -           | 31     | 1      |
| 2015-feb. 2016        | Dinamo Mosca          | PL                    | 1          | 0          | KR              | -               | -               | -                  | -                  | -                  | -           | -           | -           | 1      | 0      |
| feb.-giu. 2016        | Anderlecht            | PL                    | 6+8        | 1+0        | CB              | -               | -               | UEL                | 2                  | 0                  | -           | -           | -           | 16     | 1      |
| 2016-gen. 2017        | Dinamo Mosca          | PFN                   | 4          | 0          | KR              | 1               | 0               | -                  | -                  | -                  | -           | -           | -           | 5      | 0      |
| Totale Dinamo Mosca   | Totale Dinamo Mosca   | Totale Dinamo Mosca   | 24         | 0          |                 | 1               | 0               |                    | 12                 | 1                  |             | -           | -           | 37     | 1      |
| gen.-giu. 2017        | Vitesse               | ED                    | 10         | 0          | CO              | 1               | 0               | -                  | -                  | -                  | -           | -           | -           | 11     | 0      |
| 2017-2018             | Vitesse               | ED                    | 21         | 0          | CO              | 1               | 0               | UEL                | 4                  | 0                  | -           | -           | -           | 26     | 0      |
| 2018-2019             | Vitesse               | ED                    | 32         | 2          | CO              | 2               | 0               | UEL                | 4                  | 0                  | -           | -           | -           | 38     | 2      |
| Totale Vitesse        | Totale Vitesse        | Totale Vitesse        | 170+3      | 12         |                 | 13              | 0               |                    | 8                  | 0                  |             | -           | -           | 194    | 12     |
| gen.- 2020            | N.E. Revolution       | MLS                   | 9          | 0          |                 | -               | -               | -                  | -                  | -                  | -           | -           | -           | 9      | 0      |
| Totale carriera       | Totale carriera       | Totale carriera       | 222+11     | 15+0       |                 | 23              | 0               |                    | 28                 | 1                  |             | 0           | 0           | 284    | 16     |

## Palmarès

### Club

#### Competizioni nazionali
- Campionato inglese: 1

Manchester United: 2012-2013
- Community Shield: 1

Manchester United: 2013
- Coppa dei Paesi Bassi: 1

Vitesse: 2016-2017